# Jeremy Bulloch
Jeremy Bulloch (Market Harborough, Leicestershire, 1945. február 16. – Tooting, London, 2020. december 17.) angol színész. 
Legismertebb szerepe Boba Fett, az ikonikus fejvadász a Csillagok háborúja eredeti trilógiájából. Emellett számos brit filmben és televíziós sorozatban látható volt, mint A kém, aki szeretett engem, a Ki vagy, doki? vagy a Robin of Sherwood.

## Fiatalkora
Az angliai Leicestershire megyében található Market Harborough településen született, hatgyermekes családba. Már ötéves korában megkedvelte a színészetet és az éneklést egy iskolai előadást követően. Tíz éves korában maga is elkezdett színészkedni, több Disney produkcióban, színdarabban és szituációs komédiában is feltűnt. A Corona Stage Academy-n tanult.

## Pályafutása
Első fontosabb szerepét 12 évesen egy reklámfilmben kapta, ezt követően brit televíziós sorozatokban kezdett játszani. 17 évesen Hamlet szerepét játszhatta el színpadon, majd Cliff Richard oldalán volt látható az 1963-as Summer Holiday című musicalben. 1965-ben és 1973-ban a Ki vagy, doki? (Doctor Who) két felvonásában (The Space Museum, The Time Warrior) volt látható. Érdekesség, hogy ekkoriban több olyan színésszel is együtt játszott, akik később mindannyian szerepeltek A Birodalom visszavág-ban (pl. David Prowse vagy John Hollis), illetve később tűntek fel a Csillagok háborúja-szériában (pl. a The Devil's Agent című produkcióban Christopher Lee oldalán játszott, aki a 2000-es évek elején Dooku gróf szerepében volt látható két Csillagok háborúja-mozifilmben). Bulloch három alkalommal szerepelt továbbá James Bond-filmekben.
Jeremy Bulloch legismertebb szerepe egyértelműen a Csillagok-háborúja franchise ötödik (készítési sorrendben második) és hatodik (készítési sorrendben harmadik) részében, a Birodalom visszavág-ban és a Jedi visszatér-ben volt, amelyekben Boba Fett, a kultikussá vált, marcona fejvadász páncélzatát öltötte magára (a karakter ugyan feltűnt egy rövid jelenet erejéig az Egy új remény-ben is, azonban ezt a jelenetet csak később, 1997-ben adták hozzá a filmhez digitálisan, és itt nem Bulloch, hanem Mark Austin öltözött be Fett szerepére). A szerep elvállalására féltestvére, a producer Robert Watts bátorította. Bulloch (Darth Vader karakteréhez hasonlóan) csak a fizikai megjelenését adta a szereplőnek, a hangját Jason Wingreen (a későbbi felújított változatokban pedig Temuera Morrison) kölcsönözte. A jelmezbe való bebújás 20 percet vett igénybe. A szereplő ugyan viszonylag kevés játékidőt kapott (a páncélzat miatt pedig az arca sem volt látható), mégis rövid időn belül óriási népszerűségre tett szert, és a Csillagok háborúja világának egyik ikonikus szereplőjévé vált. Bulloch később azt nyilatkozta, ez a szerep volt pályafutása során a legnehezebb, és hogy a hátán viselt rakéta, amelyet viselnie kellett a forgatáson, igen nehéz volt, továbbá elszomorította, hogy a karaktert viszonylag hamar kiírták a filmekből. A Birodalom visszavág-ban egy apró szerepben egy birodalmi tisztet is alakított (az eredeti szereplő helyett kellett beugrania), de abban a jelmezben sem volt felismerhető.
A későbbiekben feltűnt még Csillagok háborúja-produkciókban; A sithek bosszújában például egy kisebb cameoszerepben (egy alderaani cirkálóhajó pilótájának szerepében) volt látható.
Pályafutása további részében látható volt még televíziós reklámokban, sorozatokban, valamint narrátorként is dolgozott.

## Magánélete
Bullochnak három gyermeke és tíz unokája született, feleségével, Maureen-nal Londonban éltek. Féltestvére Robert Watts, aki a Bulloch szereplésével készült két Csillagok háborúja-epizód, valamint az Indiana Jones-filmek producere volt. Bulloch fia, Robbie együtt játszott édesapjával a Robin of Sherwood sorozatban, amelyben szintén a fiát alakította. Másik fia, Jamie elismert fordító német nyelvből. Testvére, Sally gyerekszínész volt.
Jeremy Bulloch szívesen vett részt rajongói rendezvényeken, összejöveteleken hosszú éveken át, és előadásokat is tartott, egészen 2018-ig.
Élete végén Parkinson-kórban szenvedett. A Tooting-i St George's Hospital kórházban hunyt el 2020. december 17-én, 75 éves korában.

## Filmszerepei

### Filmek
| Év   | Magyar cím (eredeti cím)                                         | Szerep                | Megjegyzés                |
| ---- | ---------------------------------------------------------------- | --------------------- | ------------------------- |
| 1958 | A Night to Remember                                              | vízbe ugró fiú        | nem szerepel a stáblistán |
| 1959 | Folytassa, tanár úr! (Carry On Teacher)                          | iskolás fiú           | nem szerepel a stáblistán |
| 1960 | A French Mistress                                                | Baines                |                           |
| 1961 | Spare the Rod                                                    | Angell                |                           |
| 1962 | The Devil's Agent                                                | Johnny Droste         |                           |
| 1962 | Play It Cool                                                     | Joey                  |                           |
| 1963 | Summer Holiday                                                   | Edwin                 |                           |
| 1966 | The Idol                                                         | Lewis                 |                           |
| 1969 | Las Leandras                                                     | Robert Wilson         |                           |
| 1970 | Hoffman                                                          | Tom Mitchell          |                           |
| 1970 | The Virgin and the Gypsy                                         | Leo                   |                           |
| 1971 | Mária, a skótok királynője (Mary, Queen of Scots)                | Andrew                |                           |
| 1973 | A szerencse fia (O Lucky Man!)                                   | fiatalember           |                           |
| 1974 | Can You Keep It Up for a Week?                                   | Gil                   |                           |
| 1976 | A legkisebb lókötők (Escape from the Dark)                       | Ginger                |                           |
| 1977 | A kém, aki szeretett engem (The Spy Who Loved Me)                | HMS Ranger tengerész  |                           |
| 1980 | A Birodalom visszavág (The Empire Strikes Back)                  | Boba Fett / Sheckil   |                           |
| 1981 | Szigorúan bizalmas (For Your Eyes Only)                          | Smithers              | nem szerepel a stáblistán |
| 1982 | Return of the Ewok                                               | Boba Fett             | rövidfilm                 |
| 1983 | Polipka (Octopussy)                                              | Smithers              | [ 24 ]                    |
| 1983 | A Jedi visszatér (Return of the Jedi)                            | Boba Fett             |                           |
| 2003 | Advanced Warriors                                                | Max                   | interaktív film           |
| 2004 | Comic Book: The Movie                                            | Jeremy Bulloch        | önmaga                    |
| 2005 | A sithek bosszúja (Star Wars: Episode III – Revenge of the Sith) | Captain Colton        | cameoszerep               |
| 2006 | Order of the Sith: Downfall                                      | Commander Marucs      | rövidfilm                 |
| 2006 | Night Traveler                                                   | Sir Logan the Prowler | szinkronhang              |
| 2009 | Turpin                                                           | Sir Guy               | rövidfilm                 |
| 2015 | Elstree 1976                                                     | önmaga                | dokumentumfilm            |

## Fordítás
- Ez a szócikk részben vagy egészben  a   Jeremy Bulloch című angol Wikipédia-szócikk ezen változatának fordításán alapul.  Az eredeti cikk szerkesztőit annak laptörténete sorolja fel. Ez a jelzés csupán a megfogalmazás eredetét és a szerzői jogokat jelzi, nem szolgál a cikkben szereplő információk forrásmegjelöléseként.